# Noach (Sidra)
Noach (Biblisches Hebräisch נֹחַ) bezeichnet nach der Hauptperson Noach einen Leseabschnitt (Parascha oder Sidra) der Tora und umfasst den Text Genesis/Bereschit 6,9–11,32 (6,9–22  (), 7  (), 8  (), 9  (), 10  (), 11  ()).
Es handelt sich um die Sidra des 1. Schabbats im Monat Marcheschwan.

## Wesentlicher Inhalt
- Das Menschengeschlecht wird wegen seiner Sittenverderbnis ausgerottet, nur Noach mit Frau und drei Söhnen und deren Frauen werden in der Arche aus der Sintflut gerettet – ebenso alle Arten von Tieren
- Nach 40 Tagen Regen ruht die Arche auf einem der Berge Ararats
- Nach mehrfacher Aussendung von Rabe und Taube verlässt Noach die Arche, bringt Brandopfer dar, und Gott fasst den Vorsatz, die Welt künftig nicht mehr zu vertilgen sowie den Wechsel von Jahreszeiten, Tag und Nacht nicht mehr aufzuheben
- Noach erhält das Recht, das Fleisch der Tiere zu verzehren, nicht aber ihr Blut
- Verbot des Mordes und Bestimmung der Todesstrafe für den Mörder
- Der Regenbogen als Zeichen des Bundes zwischen Gott und den Menschen
- Der betrunkene Noach wird von seinem Sohn Ham geschmäht, Noach verflucht diesen, segnet hingegen Sem und Jafet
- Noach stirbt im Alter von 950 Jahren
- Die Nachkommen Noachs: Völkertafel
- Der Turmbau zu Babel
- Zehn Geschlechter von Sem bis Abraham
- Wanderung der Familie Terachs aus Ur Kasdim bis Haran
- Tod Harans und Terachs

## Haftara
Die zugehörige Haftara ist im aschkenasischen Raum Jesaja 54,1–55,5 (54  (), 55,1–5  ()). Im sephardischen Ritus wird Jesaja 54,1-10  () gelesen.